# Родемак
Родемак (фр. Rodemack) — средневековый город и коммуна во Франции, в кантоне Юц округа Тьонвиль (департамент Мозель, регион Гранд-Эст). Мэр коммуны — Жерар Гердер (мандат действует на протяжении 2014—2020 годов). Код INSEE — 57588.
Родемак, окружённый семьсотметровым валом XV века, называют «Маленьким Каркасоном Лотарингии». Расположенный вблизи границ с Германией и Люксембургом, он сочетает в себе черты трёх культур. Каждое лето здесь проводится фестиваль Средневековья. В 1987 году коммуна была включена в список Самых красивых деревень Франции.

## Географическое положение
Коммуна расположена рядом с пересечением трёх границ — Франции, Германии (в 20 км) и Люксембурга (в 6 км). Недалеко от Родемака находится Региональный природный парк Лотарингии.
Коммуна Родемака состоит из 4 деревень — Фольбах, Эсинь, Семмин и Родемак. Ближайшие к Родемаку города и деревни: Брестроф-ла-Гранд в 2.14 км, Пютланж-ле-Тьонвиль в 2,79 км, Бас-Ранжан в 2,94 км, Бейран-ле-Сьерк в 3,39 км.

## История

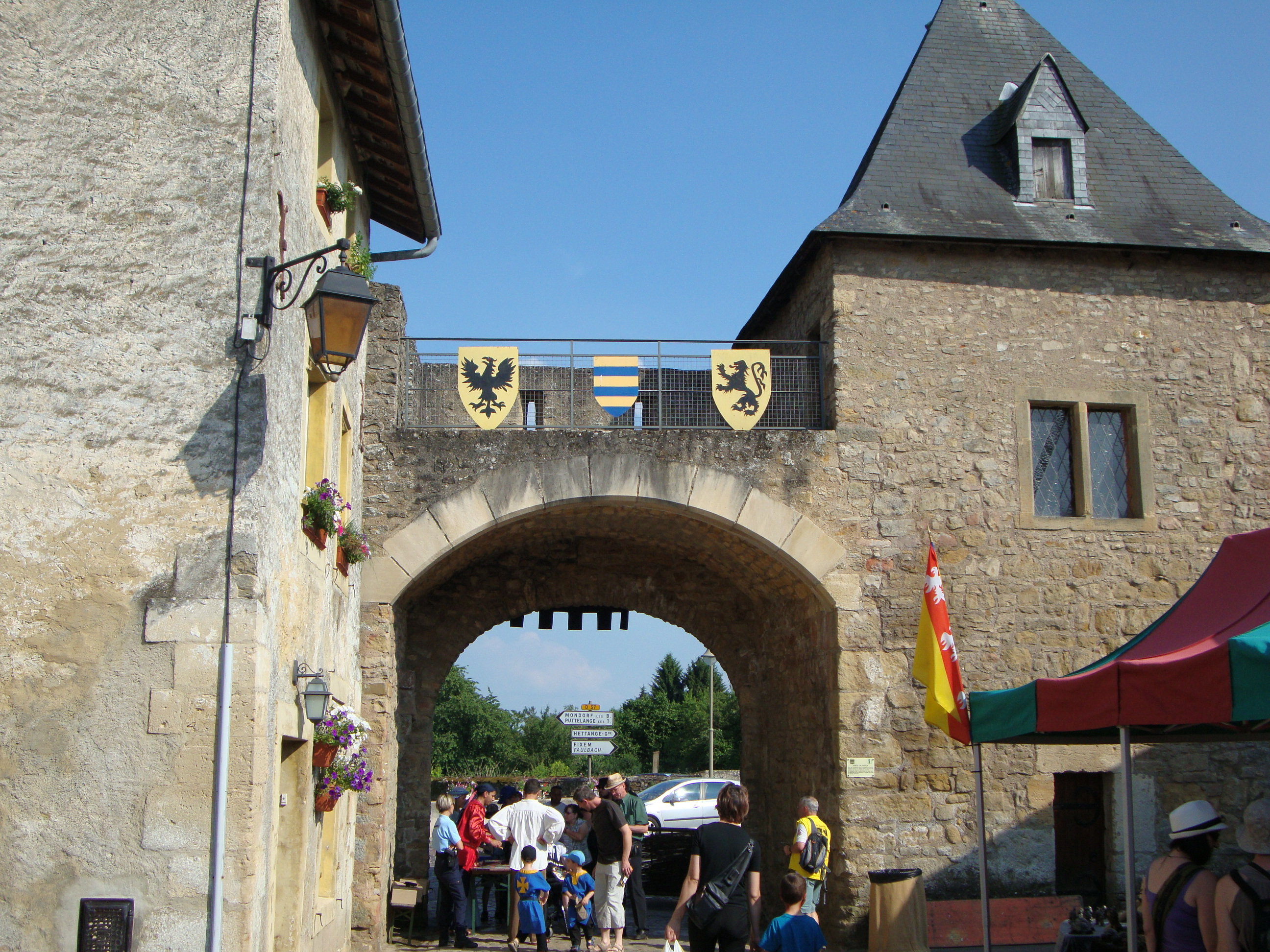
Сьерскские ворота

В начале IX века, император Людовик I Благочестивый (сын Карла Великого), передал деревню Родемак немецкому аббатству Фульда. Позднее в 907 году настоятель Хуоки поменял Родемак на более близкие к аббатству земли у настоятеля аббатства Эхтернаха.
Укреплённый замок был построен в 1190 году Арно I, вторым лордом Родемака, который захватил земли монахов Эхтернаха. Лорды Родемака были известны из-за своей крепости до XV века, в те века были построены внешние стены для защиты населения, с Сьерскими и Тьонвильскими воротами.
Альянс Дома Родемака с королём Франции привёл к конфискации имущества последнего лорда города, Жерарда де Родемак, Максимилианом Австрийским в 1492 году, который передал эти земли баденскому маркграфу Кристофу I. Маркграфы добавили в замок артиллерию, сводчатые галереи и большие трехэтажные жилища. В то время город приобрёл стратегическое значение и много раз осаждался. В 1542 году город завоевали французы и затем передали Испании. В 1552 году город опять был осаждён и завоёван французскими войсками на несколько месяцев, а в затем вернулся к испанцам. В 1563 году Родемак вернулся во владение баденских маркграфов.
Цитадель осаждалась несколько раз во время Тридцатилетней войны. Крепость была разрушена в 1673 году, а затем город был оккупирован французскими войсками в 1678, которые построили башни, пороховой склад, казармы для размещения гарнизона, а также часовню в 1774 году.
Замок был под Прусским и Австрийским огнём в 1792 году и сильно пострадал. Перестроенная в 1814 году, крепость пережила своё последнее сражение с Австрией во время Стодневной войны и была успешно защищена генералом Гюго. Он держал замок в течение 3 дней с менее, чем 500 бойцами, против 10000 солдат противника.
Родемак пострадал во время мировых войн, также от населения. Только в 70-х годах началась реставрация.

## Население и экономическая ситуация
В Родемаке в 2012 году проживало 1108 человек, из них 51 % мужчин и 49 % женщин. В 2012 году из 728 человек трудоспособного возраста (от 15 до 64 лет) 577 были экономически активными, 151 — неактивными (показатель активности 79,3 %, в 2007 году — 78,7 %). Из 577 активных трудоспособных жителей работали 538 человек (294 мужчины и 244 женщины), 39 числились безработными. Среди 151 трудоспособных неактивных граждан 47 были учениками либо студентами, 46 — пенсионерами, а ещё 58 — были неактивны в силу других причин. В коммуне проживает 540 человек старше 15 лет, имеющих работу, причём только 9,1 % из них работает в коммуне, а 63,5% населения работает за пределами Франции. Средний декларируемый годовой доход в коммуне: 30 574,0 евро.
Динамика населения согласно INSEE:
| Население коммуны в XIX—XXI веках |
| --------------------------------- |
|                                   |

## Политика
| Выборы | Основные 3 кандидата |                | Партия | Первый тур | Первый тур     | Второй тур | Второй тур |
| Выборы | Основные 3 кандидата | Кол-во голосов | Партия | % голосов  | Кол-во голосов | % голосов  |            |
| ------ | -------------------- | -------------- | ------ | ---------- | -------------- | ---------- | ---------- |
| 2002   | Жак Ширак            |                | ОПР    | 92         | 19,96          | 435        | 83,98      |
| 2002   | Жан-Мари Ле Пен      |                | НФ     | 61         | 13,23          | 83         | 16,02      |
| 2002   | Лионель Жоспен       |                | СП     | 63         | 13,67          | -          | -          |
| 2007   | Николя Саркози       |                | СНД    | 181        | 30,73          | 326        | 57,9       |
| 2007   | Сеголен Руаяль       |                | СП     | 146        | 24,79          | 237        | 42,1       |
| 2007   | Франсуа Байру        |                | ДД     | 140        | 23,77          | -          | -          |
| 2012   | Николя Саркози       |                | СНД    | 170        | 27,16          | 326        | 55,07      |
| 2012   | Франсуа Олланд       |                | СП     | 154        | 24,60          | 266        | 44,93      |
| 2012   | Марин Ле Пен         |                | НФ     | 81         | 12,94          | -          | -          |

## Средневековый фестиваль

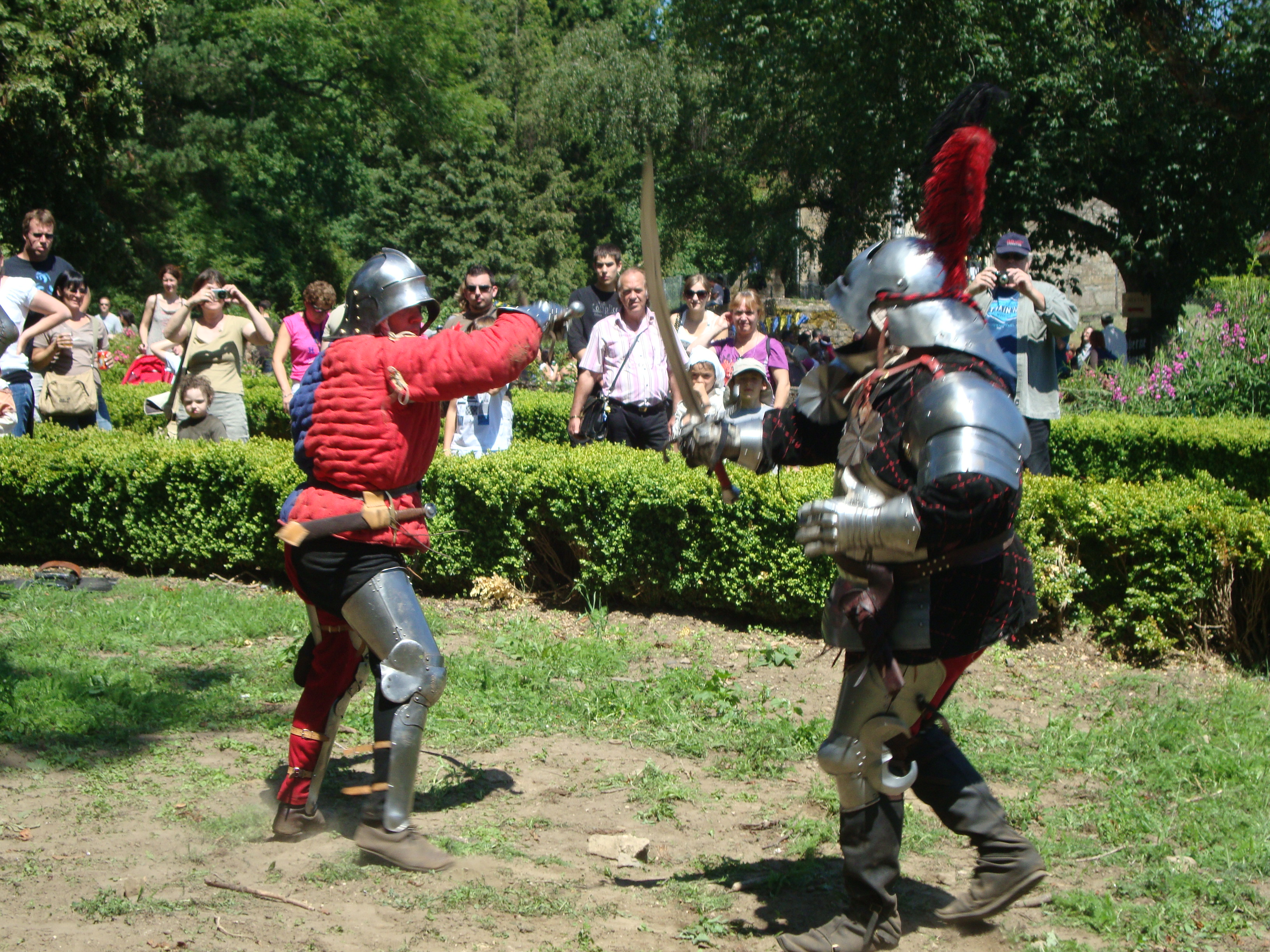
Сражение в парке, Фестиваль средневековья 2011 года, Родемак

Каждое лето объединение «Les Amis des Vieilles Pierres pour la sauvegarde de Rodemack» (Друзья старых камней для сохранения Родемака) организуют Средневековый фестиваль c 1979 года. Программа фестиваля варьируется от года к году. Устраивается Средневековая ярмарка (на котором купцы и ремесленники открывают древние тайны производства оружия, костюмов и рукописей), рыцарские поединки, парад и множество уличных выступлений жонглёров, трубадуров, менестрелей. Для участия в ярмарке участники приезжают из Бельгии, Германии, Люксембурга, Испании, в продаже можно найти вышитые ткани, головные уборы, одежду, парфюмерию, ювелирные изделия, украшения, работы из кожи, дерева и камня,.